# Paroligia nubila
Paroligia nubila là một loài bướm đêm trong họ Noctuidae.